# Ślemień (gmina)
Pour les articles homonymes, voir Ślemień.
La gmina de Ślemień est une commune rurale de la voïvodie de Silésie et du powiat de Żywiec. Elle s'étend sur 45,87 km2 et comptait 3 422 habitants en 2006. Son siège est le village de Ślemień qui se situe à environ 14 kilomètres à l'est de Żywiec et à 66 kilomètres au sud-est de Katowice.
La gmina comprend aussi les villages de Kocoń et Las.

## Gminy voisines
La gmina de Ślemień est voisine des gminy d’Andrychów, Gilowice, Łękawica, Stryszawa et Świnna.